# Championnat d'Islande de football de deuxième division 2000
Navigation
Saison précédente Saison suivante
La saison 2000 de 2. Deild est la 46e édition de la deuxième division islandaise. Les 10 clubs jouent les uns contre les autres lors de rencontres disputées en matchs aller et retour. Les 2 premiers du classement en fin de saison sont promus en 1. Deild, tandis que les 2 derniers sont relégués en 3. Deild.
Ce sont le FH Hafnarfjörður et le Valur Reykjavik, qui sont promus en première division en fin de saison. Si pour le Valur, c'est une remontée immédiate, le FH a dû quant à lui patienter cinq saisons en deuxième division avant de retrouver l'élite du football islandais. En bas de classement, l'UMF Skallagrímur et l'un des promus de 3. Deild, le Sindri Höfn, sont relégués dès la fin de la saison en 3e division. 

## Compétition

### Classement
Le barème de points servant à établir le classement se décompose ainsi :
- Victoire : 3 points
- Match nul : 1 point
- Défaite : 0 point

| Rang | Équipe                   | Pts | J  | G  | N | P  | Bp | Bc | Diff |
| ---- | ------------------------ | --- | -- | -- | - | -- | -- | -- | ---- |
| 1    | FH Hafnarfjörður         | 44  | 18 | 13 | 4 | 1  | 47 | 13 | +34  |
| 2    | Valur ReykjavikR         | 34  | 18 | 10 | 4 | 4  | 43 | 20 | +23  |
| 3    | KA Akureyri              | 34  | 18 | 10 | 4 | 4  | 38 | 23 | +15  |
| 4    | Víkingur ReykjavikR      | 30  | 18 | 9  | 3 | 6  | 40 | 32 | +8   |
| 5    | IR Reykjavik             | 24  | 18 | 7  | 3 | 8  | 31 | 35 | -4   |
| 6    | Tindastóll SauðárkrókurP | 20  | 18 | 6  | 2 | 10 | 29 | 33 | -4   |
| 7    | Þróttur Reykjavik        | 20  | 18 | 5  | 5 | 8  | 24 | 31 | -7   |
| 8    | Dalvík/Reynir            | 20  | 18 | 6  | 2 | 10 | 32 | 42 | -10  |
| 9    | Sindri HöfnP             | 18  | 18 | 3  | 9 | 6  | 14 | 20 | -6   |
| 10   | UMF Skallagrímur         | 9   | 18 | 3  | 0 | 15 | 18 | 67 | -49  |

|  | Promu en 1. Deild                             |
|  | Relégation en 3. Deild                        |
|  | P : Promu de 3. Deild R : Relégué de 1. Deild |

## Bilan de la saison
| Promotion et relégation |                                  |
| Relégué en 3. Deild     | UMF Skallagrímur Sindri Höfn     |
| Promu en 1. Deild       | Valur Reykjavik FH Hafnarfjörður |

## Meilleurs buteurs
| # | Buteurs                      | Clubs              | Nb de Buts |
| - | ---------------------------- | ------------------ | ---------- |
| 1 | Hordur Magnusson             | FH Hafnarfjörður   | 20         |
| 2 | Sumarliði Árnason            | Víkingur Reykjavik | 19         |
| 3 | Jóhann Hreiðarsson           | Dalvík/Reynir      | 12         |
| 3 | Atli Vidar Bjornsson         | Dalvík/Reynir      | 12         |
| 5 | Þorvaldur Makan Sigbjörnsson | KA Akureyri        | 11         |